# Here is the House
Here is the House es una canción del grupo inglés de música electrónica Depeche Mode compuesta por Martin Gore, publicada en el álbum Black Celebration de 1986.

## Descripción
Siendo una banda de temas eminentemente bailables como Just Can't Get Enough, Everything Counts, People Are People y Master and Servant en sus anteriores discos, DM presentó con Here is the House la correspondiente “pieza bailable” del álbum, la cual sin embargo resultaba muy distinta a todas aquellas pasadas por su letra mucho más melancólica y menos crítica así como por su extraña musicalización. En conjunto de todos sus elementos el tema es sumamente triste, desde la experimental creación de la música que pese a estar muy trabajada es tranquilísima rayana en lo francamente minimalista hasta la desconsolada letra que habla principalmente sobre soledad.
Su planteamiento lírico es acerca de la compañía que proporciona la pareja, pero en esencia el ser humano siempre permanece solo. En realidad maneja un concepto muy cercano al filosófico cuestionamiento de que a la pareja ¿se le pide compañía o solo presencia?, cuya inevitable respuesta es muy triste, confrontándolo con la manera en que una persona siempre percibe el enamoramiento con una frase asertiva [cita requerida]clamando “Cuerpo y alma vienen juntos, Cómo nosotros llegamos a estar juntos”.
La musicalización es una de las más experimentales de DM, pues es popularísima la anécdota de que el sampler de cuerdas se hizo grabando unas notas de guitarra que después se reprodujo en sentido inverso, por ello su tan característica resonancia seca, que solo se adereza con un efecto igualmente mínimo de percusión casi por completo disuelta en pos de la base principal.
Toda la canción es a dos voces, lo cual solo contribuye a hacerla oír muy triste por el constante juego de vocalización sostenida de Martin Gore, ya practicada en temas de tipo melancólico como Leave in Silence y Shake the Disease, el sampler de cuerdas al revés en su notación descendente, y la letra en voz de David Gahan con esa metáfora sobre lo que debe ser la compañía y lo que realmente acaba siendo.
Considerando el álbum Black Celebration como un concepto único, el cual como anatema es más dramático y oscuro, Here is the House es prácticamente el tema más dramático debido a lo melancólico de su lírica en que pareciera clamar el hecho de que no hay remedio alguno para la tribulación, la soledad y la incomunicación. Curiosamente se oye por momentos como una canción que bien pudo haber estado incluida en el denostado álbum A Broken Frame de 1982.
Paradójica e irónicamente es el tema más rítmico de la colección con su contagiosa armonía conducida por el juego vocal y aderezada por el extraño efecto de las cuerdas al revés, mientras los sonidos puros sintéticos son en su mayoría sostenidos, como otros del álbum, pero la letra es por completo desoladora.

## En directo
La canción estuvo presente solo en dos ocasiones al inicio del correspondiente Black Celebration Tour, en la forma como aparece en el álbum; después se incorporó como tema opcional en el World Violation Tour pero en versión acústica con Martin Gore interpretándola solo con guitarra.
- Datos: Q5894798